# Австрия на летних Олимпийских играх 1988
Австрия принимала участие в Летних Олимпийских играх 1988 года в Сеуле (Корея) в двадцатый раз за свою историю, и завоевала одну золотую медаль. Сборная страны состояла из 73 спортсменов (66 мужчин, 7 женщин).

## Медалисты
| Медаль | Спортсмен         | Вид спорта | Дисциплина        |
| ------ | ----------------- | ---------- | ----------------- |
| Золото | Петер Зайзенбахер | Дзюдо      | Мужчины, до 86 кг |

## Результаты соревнований

### Академическая гребля
В следующий раунд из каждого заезда проходили несколько лучших экипажей (в зависимости от дисциплины). В финал A выходили 6 сильнейших экипажей, ещё 6 экипажей, выбывших в полуфинале, распределяли места в малом финале B.
Мужчины
| Соревнование | Спортсмены                  | Предварительный заезд | Предварительный заезд | Предварительный заезд | Отборочный заезд | Отборочный заезд | Отборочный заезд | Полуфинал            | Полуфинал            | Полуфинал            | Финал                | Финал                | Итоговое место       |                      |
| Соревнование | Спортсмены                  | Заезд                 | Время                 | Место                 | Заезд            | Время            | Место            | Заезд                | Время                | Место                | Время                | Место                | Итоговое место       |                      |
| ------------ | --------------------------- | --------------------- | --------------------- | --------------------- | ---------------- | ---------------- | ---------------- | -------------------- | -------------------- | -------------------- | -------------------- | -------------------- | -------------------- | -------------------- |
| одиночки     | Арнольд Йонке               | 4                     | 7:30,45               | 3                     | 4                | 7:18,29          | 3                | завершил выступление | завершил выступление | завершил выступление | завершил выступление | завершил выступление | завершил выступление | завершил выступление |
| двойки       | Карл Зинцингер Херман Баэур | 3                     | 6:54,62               | 3                     | 2                | 6:58,96          | 2 Q              | 1                    | 7:02,66              | 5 QB                 | Финал B              | Финал B              | 12                   |                      |
| двойки       | Карл Зинцингер Херман Баэур | 3                     | 6:54,62               | 3                     | 2                | 6:58,96          | 2 Q              | 1                    | 7:02,66              | 5 QB                 | 10:45,56             | 6                    | 12                   |                      |